# Gynoplistia waitakerensis
Gynoplistia waitakerensis är en tvåvingeart som beskrevs av Alexander 1952. Gynoplistia waitakerensis ingår i släktet Gynoplistia och familjen småharkrankar. Inga underarter finns listade i Catalogue of Life.